# Molinux
MoLinux fue la distribución GNU/Linux oficial de la Junta de Comunidades de Castilla-La Mancha. MoLinux estaba basado en Ubuntu. Los nombres de cada versión son personajes de la novela "El ingenioso hidalgo don Quijote de la Mancha", de Miguel de Cervantes.

## Historia
MoLinux fue una iniciativa comenzada en diciembre de 2004 de la Junta de Comunidades de Castilla-La Mancha para introducir a la comunidad castellano-manchega en la vanguardia de la Sociedad de la Información. El proyecto MoLinux atacaba la brecha digital reduciendo los costes del software y ofreciendo un sistema operativo fácil de usar. MoLinux fue un sistema operativo general.
El compromiso con la filosofía 'software libre' era tal que el gobierno castellano manchego no impuso el uso de 'Molinux'. Tal como afirmara en su lanzamiento, el por entonces consejero de Ciencia y Tecnología de Castilla-La Mancha, José Manuel Díaz-Salazar: "La ventaja es que el 'software' libre no tiene que competir con nadie, y el usuario puede elegir entre usar este u otro tipo de 'software'".
Sin embargo, la página del proyecto fue desactivada por motivos no dados a conocer. Finalmente, se anunció que el proyecto ya no sería continuado en la administración de Castilla-La Mancha.

## Versiones

### Merlín 6.2
Descontinuada, aunque todavía se puede descargar desde:
http://molinux.jccm.es/iso/Molinux_6.2edu_Merlin.iso
- Basada en Ubuntu 10.10
- GNOME 2.32
- X.Org Server 1.9
- Núcleo Linux 2.6.35
- Navegador web Mozilla Firefox 3.6.13
- Suite ofimática OpenOffice.org 3.2.1
- Hamster Applet: aplicación para el panel de GNOME que permite llevar control y seguimiento de actividades, con la posibilidad de mostrar un resumen gráfico diario, semanal o mensual.
- KeePassX: Gestor de contraseñas.
- Nanny: Herramienta de control para padres.
- Prism: Producto de Mozilla que integra aplicaciones web con el entorno de escritorio, lo que permite a las aplicaciones web ejecutarse desde el escritorio y configurarse independientemente del  navegador web por defecto.
- Sinadura: Aplicación de escritorio multiplataforma para la firma digital de archivos PDF.
- Centro Multimedia XBMC
- Gwibber
- Centro de Software de Molinux 2.0.4
- Ubuntu One 1.2.1
- Gestor de Descargas Tucan 0.3.9
- The Gimp 2.6.10
- F-Spot 0.6.1.5
- Pidgin 2.6.6: Cliente de mensajería instantánea.
- Empathy: Cliente de mensajería instantánea de GNOME
- Brasero 2.30: Grabador de CD/DVD.
- Transmission 2.2: Cliente de BitTorrent.
- Rhythmbox 0.12.8: Reproductor de música.
- Evolution 2.28.3: Lector de correo electrónico.
- Nautilus 2.30: Navegador de archivos
- Simple Scan 1.0.2
- ibus 1.2.0*

### Zoraida 6.0
- Basada en Ubuntu 10.04
- GNOME 2.30
- X.Org Server 1.7
- Núcleo Linux 2.6.32
- Navegador web Mozilla Firefox 3.6
- Suite ofimática OpenOffice.org 3.2
- Hamster Applet: aplicación para el panel de GNOME que permite llevar control y seguimiento de actividades, con la posibilidad de mostrar un resumen gráfico diario, semanal o mensual.
- KeePassX: Gestor de contraseñas.
- Nanny: Herramienta de control para padres.
- Prism: Producto de Mozilla que integra aplicaciones web con el entorno de escritorio, lo que permite a las aplicaciones web ejecutarse desde el escritorio y configurarse independientemente del  navegador web por defecto.
- Sinadura: Aplicación de escritorio multiplataforma para la firma digital de archivos PDF.
- Centro Multimedia XBMC
- Gwibber
- Centro de Software de Molinux 2.0.4
- Ubuntu One 1.2.1
- Gestor de Descargas Tucan 0.3.9
- The Gimp 2.6.
- F-Spot 0.6.1.5
- Pidgin 2.6.6: Cliente de mensajería instantánea.
- Empathy: Cliente de mensajería instantánea de GNOME
- Brasero 2.30: Grabador de CD/DVD.
- Transmission 2.2: Cliente de BitTorrent.
- Rhythmbox 0.12.8: Reproductor de música.
- Evolution 2.28.3: Lector de correo electrónico.
- Nautilus 2.30: Navegador de archivos
- Simple Scan 1.0.2
- ibus 1.2.0*

### Montesinos, 5.2
- Basada en Ubuntu 9.10
- OpenOffice.org 3.1
- Firefox 3.5
- Gnome Control Center.
- CompizConfig. Centro de control para configurar de forma sencilla las opciones de compiz-fusion.
- Tucan.
- Gru. Herramienta para recuperar el gestor de arranque de Molinux en caso de haber sido destruido.
- Sabio Frestón. Juego de entrenamiento mental.
- WebContentControl. Herramienta de control de padres.
- OpenClipart. Completa biblioteca gráfica integrada en OpenOffice, que incluye numerosas imágenes.
- Gnote. Aplicación sustituta de Tomboy que ofrece un aumento de velocidad de respuesta con respecto a la anterior y una considerable reducción en el tiempo de carga de la sesión.
- MolinuxSync. Sincronización con dispositivos móviles.
- Ubuntu One.
- Centro de software de Molinux.
- Psychosynth. Sintetizador de música.
- Soporte para sistema de archivos EXT4.

### Dorotea, 5.0
- Basada en Ubuntu 9.04
- OpenOffice.org 3.0
- Firefox 3.0.5
- Gnome Control Center.
- CompizConfig.
- Tucan.
- Gru.
- Sabio Frestón. Juego de entrenamiento mental.
- WebContentControl.
- OpenClipart.
- Gnote.

### Toboso, 4.2
- Basada en Ubuntu 8.10
- OpenOffice.org 3.0
- Firefox 3.0.5
- The Gimp 2.6.1
- F-Spot 0.5.0.3
- Pidgin 2.5.2
- Brasero 0.8.2
- Transmission 1.34
- Rhythmbox 0.11.6
- Evolution 2.24.1
- Nautilus 2.24

### Adarga, 4.0
- Basada en Ubuntu 8.04 (Hardy Heron)

### Hidalgo, 3.2
La versión 3.2 de MoLinux (Hidalgo) fue lanzada el 17 de diciembre de 2007 y se basó en Ubuntu Gutsy 7.10.
Características principales:
- Núcleo Linux 2.6.22
- GNOME 2.20
- Evolution 2.12.1
- OpenOffice.org 2.3
- Firefox 2.0.8
- Integración basada en Hermes.
- Mayor soporte Hardware y de comunicación inalámbrica.
- Mejoras en la traducción.
- Sistema de restauración de Molinux.
- Sistema de migración de cuentas.
- Soporte nativo de NTFS mediante NTFS-3G.
- Convertidor mdb2odb de bases de datos de Microsoft AccessAccess a Base de OpenOffice.org.
- Complementos para redimensionar imágenes y ejecutar programas desde Nautilus.
- Herramienta de edición y programación web Amaya.

### Aldonza, 3.0
La versión 3.0 de MoLinux (Aldonza) fue lanzada el 16 de junio de 2007 y se basó en Ubuntu Feisty 7.04.
Características principales:
- Núcleo Linux 2.6.20
- GNOME 2.18
- Evolution 2.10.1
- OpenOffice.org 2.2
- Mozilla Firefox 2.0.4
- Integración basada en Hermes.
- Mayor soporte Hardware y de comunicación inalámbrica.
- Mejoras en la traducción.
- MoLinux
- Sistema de migración de cuentas

### Rocinante v2, 2.2-2
Actualización de la versión de Rocinante basada en Ubuntu Edgy 6.10, publicada el 7 de febrero de 2007.
Características principales:
- Núcleo Linux 2.6.17
- GNOME 2.16.1
- Evolution 2.8.1
- OpenOffice.org 2.0.4
- Firefox 2
- Integración basada en Hermes.
- Instalación de paquetes desde Firefox mediante protocolo apt://
- Instalación opcional de módulos propios de Molinux: Educativo y Accesibilidad
- Instalación opcional de GESTICAM, Sistema de planificación de recursos empresariales para pequeña y mediana empresa basado en OpenERP y desarrollado por la Junta de Comunidades de Castilla-La Mancha.
- Mayor soporte Hardware y Wireless.
- Mejoras en la traducción.

### Nómada, 2.2
La versión Nómada de MoLinux, correspondiente a la versión 2.2 de Rocinante, basada en Ubuntu, fue publicada el 14 de diciembre de 2006 y se inició como LiveCD.

### Rocinante, 2.2
La versión 2.2 de MoLinux (Rocinante) fue lanzada el 9 de octubre de 2006 y está basada en Ubuntu Dapper 6.06. Esta versión, además de modificaciones en temas, soporte de hardware y otros, incluyó, entre otras utilidades:
- GNOME versión 2.14
- Núcleo Linux 2.6.15
- OpenOffice.org 2.0.2
- Evolution 2.6
- Firefox 1.5.0.5
- Gesticam

### Nómada, RC1
La versión Nómada de MoLinux, en su versión Release Candidate 1 (RC 1) fue publicada el 12 de abril de 2006 y su objetivo fundamental fue usarla con un dispositivo portátil USB e instalar la distribución creada para dicho efecto.

### Sancho, 2.0
La versión 2.0 de MoLinux (Sancho) fue lanzada el 15 de diciembre de 2005 y fue basada en Ubuntu Breezy 5.10. Esta versión incluyó:
- GNOME 2.12
- Núcleo Linux 2.6.12
- OpenOffice.org 2.0, con soporte para el formato OpenDocument, y OpenBase recién lanzados entonces.
- Evolution 2.4
- Firefox 1.0.7

### Dulcinea, 1.2
La versión 1.2 de MoLinux (Dulcinea) fue lanzada el 16 de junio de 2005 y fue basada en Ubuntu Hoary 5.04. Esta versión incluyó, entre otras aplicaciones:
- GNOME versión 2.10
- Núcleo Linux 2.6.10
- OpenOffice.org 1.1.3
- Evolution 2.2.1, con compatibilidad con el protocolo Exchange y GroupWise.
- Firefox
- The Gimp
- Blender
- Inkscape
- Liferea
- Gaim
- Gnomemeeting
- Sane

### Molinux, 1.0
La versión 1.0 de MoLinux fue lanzada el 28 de enero de 2005. Esta primera versión incluyó:
- Componentized Linux Arquitectura básica, basada en Debian versión Sarge.
- GNOME 2.6 Escritorio gráfico, con XFree86 4.3 Subsistema gráfico
- Núcleo Linux 2.6.8.
- LSB 2.0 Linux Standard Base, cuerpo central del sistema operativo
- OpenOffice.org 1.1.2
- Firefox 0.9, con Java y Javascript preinstalados.
- Evolution 1.4
- Rekall 2.2.0: Manejo y acceso a bases de datos
- NVU 0.41 Editor visual de páginas web.
- The Gimp 2.0
- CUPS 1.1.20 y gnome-cups-manager 1.0: Subsistema de impresión.
- K3b 0.11 Herramienta para creación de CD y DVD.
- Samba Cliente y servidor de disco e impresoras compatible con redes Windows.

## Historial de lanzamientos
| Versión    | Fecha de lanzamiento    | Nombre          |
| ---------- | ----------------------- | --------------- |
| 1.0        | 28 de enero de 2005     | Sin sobrenombre |
| 1.2        | 16 de junio de 2005     | Dulcinea        |
| 2.0        | 15 de diciembre de 2005 | Sancho          |
| Nómada RC1 | 12 de abril de 2006     | Nómada RC       |
| 2.2        | 9 de octubre de 2006    | Rocinante       |
| Nómada 2.2 | 14 de diciembre de 2006 | Nómada          |
| v2 2.2     | 7 de febrero de 2007    | Rocinante v2    |
| 3.0        | 16 de junio de 2007     | Aldonza         |
| 3.0.1      | 17 de agosto de 2007    | Aldonza         |
| 3.2        | 17 de diciembre de 2007 | Hidalgo         |
| 4.0        | 23 de junio de 2008     | Adarga          |
| 4.2        | 31 de diciembre de 2008 | Toboso          |
| 5.0        | 24 de junio de 2009     | Dorotea         |
| 5.2        | 25 de enero de 2010     | Montesinos      |
| 6.0        | 24 de junio de 2010     | Zoraida         |
| 6.2        | 24 de diciembre de 2010 | Merlin          |

## Molinux Zero
Molinux Zero se basó en Puppy Linux 4.2 y requería un computador que tuviera al menos un procesador a 166 MHz, 32Mb Ram y Espacio de intercambio  de 64Mb Recomendado, unidad CDROM 20x y alrededor de 453Mb de disco duro. Dispuso de una versión CDLive y que se podía instalar fácilmente en unidades USB, las hoy descontinuadas unidades Zip y discos duros.